# Symmetrie

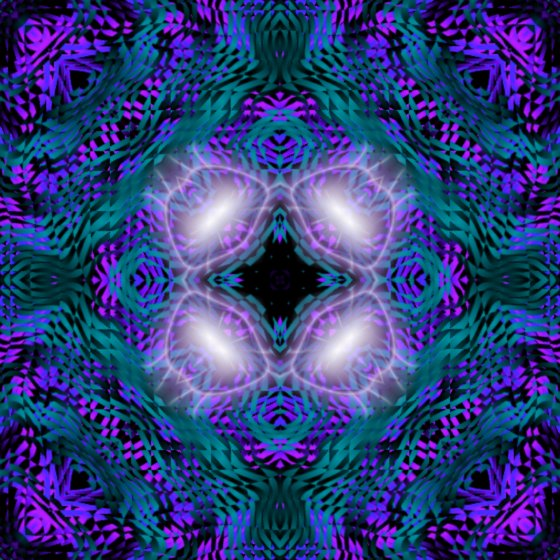
Figuur met zowel draaisymmetrie als spiegelsymmetrie.

Men spreekt van symmetrie (Grieks: συν, samen en μετρον, maat) bij een object als twee helften van het object in een bepaalde zin elkaars spiegelbeeld zijn. Dit spiegelen kan ten opzichte van een punt, een lijn of een vlak zijn. Meer algemeen is een symmetrie van een object een verschuiving, draaiing, spiegeling of combinatie hiervan, of een meer algemene transformatie, die het object op zichzelf afbeeldt (invariant laat).
- De hoofdletter A is symmetrisch ten opzichte van de verticale as door de top.
- De hoofdletter E is dat ten opzichte van de horizontale as door het midden.
- De cirkel is symmetrisch onder willekeurige rotaties om het middelpunt en onder spiegelingen ten opzichte van zijn diameters.
- De regelmatige zeshoek is symmetrisch onder rotaties om het middelpunt over een hoek die een veelvoud is van 60°, en onder spiegelingen ten opzichte van zijn 3 hoogtelijnen en zijn 3 diameters.

## Symmetrie in een, twee en drie dimensies
Voor een object, een figuur in 1D, 2D en een lichaam in 3D gaat het bij symmetrie vaak om invariantie onder een of meer euclidische isometrieën. Er zijn dan de volgende soorten symmetrie: translatiesymmetrie, rotatiesymmetrie, spiegelsymmetrie en de glijspiegeling.
Een object dat niet door een bepaalde verschuiving of spiegeling op zichzelf wordt afgebeeld, wordt dat mogelijk wel door de combinatie. De andere combinaties zijn een draaispiegeling en een schroefverplaatsing. Men spreekt bijvoorbeeld van draaisymmetrie als een object na draaiing over een bepaalde hoek in zichzelf overgaat.
Bij spiegelsymmetrie in twee dimensies is er een lijn, de spiegelas, ten opzichte waarvan het object na spiegeling hetzelfde blijft. In drie dimensies betreft het de spiegeling ten opzichte van een vlak, het spiegelvlak. De symmetrie van een voorwerp impliceert vaak meer symmetrieën. Als een bepaalde verschuiving een object invariant laat dan ook een verschuiving in tegengestelde richting of over een veelvoud van de afstand. Dat is hetzelfde bij rotatie.
Een voorwerp kan ook verschillende symmetrieën hebben waarvan de een niet uit de andere voortvloeit. Zo heeft een vierkant vier symmetrieassen: een horizontale, een verticale en twee diagonale. Het vierkant is bovendien puntsymmetrisch en draaisymmetrisch. Een cilinder heeft een oneindig aantal verticale spiegelvlakken en één horizontaal. De verticale as is een draaias over iedere willekeurige hoek en er liggen in het horizontale spiegelvlak een oneindig aantal draaiassen waarover het voorwerp 180° kan worden gedraaid en in het middelpunt bevindt zich een inversiecentrum. Bolsymmetrie treedt op in drie dimensies als een grootheid alleen afhangt van de afstand tot een middelpunt. Er zijn dan draaiassen in alle richtingen.
Puntsymmetrie is invariantie onder puntspiegeling: in 1D is dit hetzelfde als spiegelsymmetrie, in 2D hetzelfde als draaisymmetrie met een draaiing over 180° en in 3D invariantie onder inversie. 3D-puntspiegeling is een bepaalde vorm van draaispiegeling.

## Esthetica en kunst

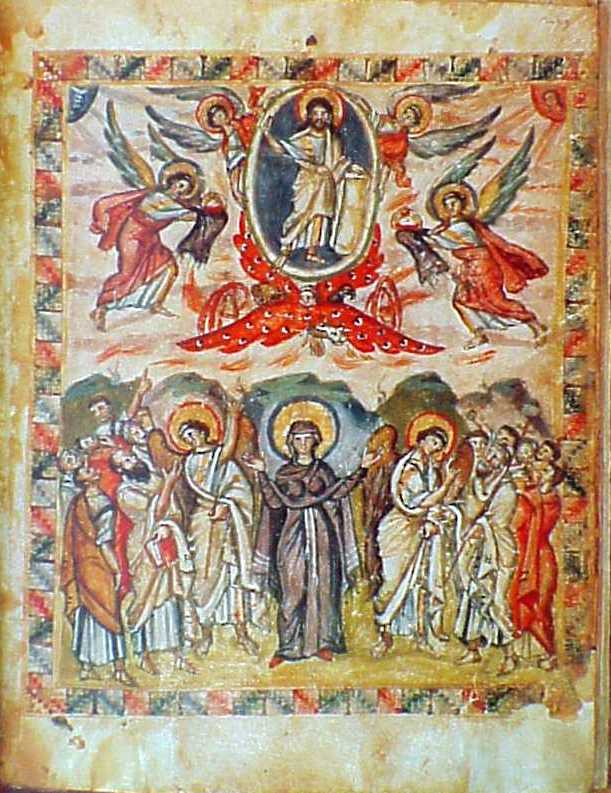
Byzantijns miniatuur uit de 6de eeuw

Symmetrie en asymmetrie zijn erg belangrijk in de beeldende kunst en de bouwkunst. Symmetrie wordt veel toegepast in volkskunst, kerken, rozetten en islamitische kunst.

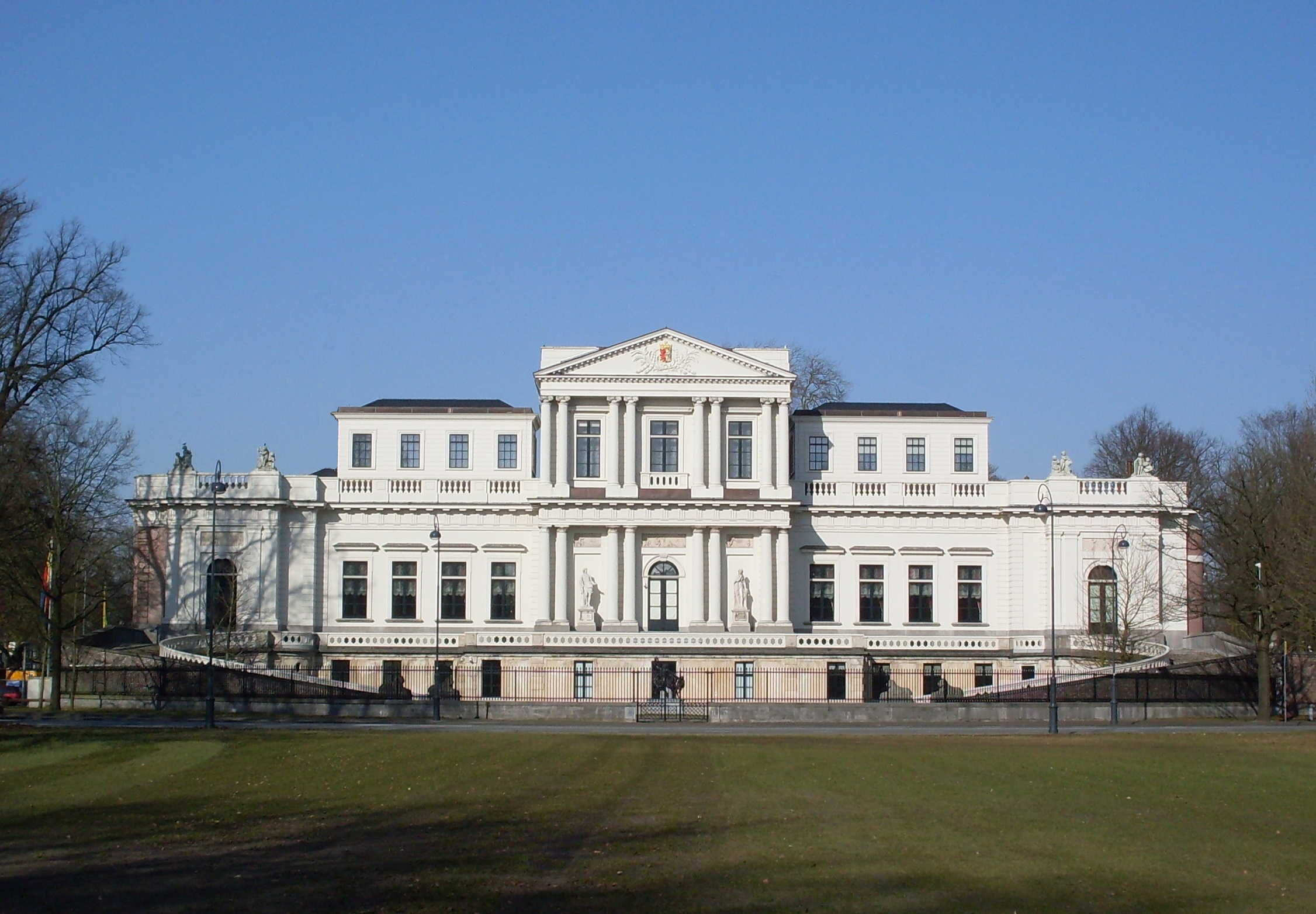
Symmetrie in de 18e-eeuwse bouwkunst: Paviljoen Welgelegen in Haarlem.

De Nederlandse beeldende kunstenaar Maurits Cornelis Escher gebruikte symmetrie niet alleen als hulpmiddel bij de compositie, maar vaak ook als het eigenlijke onderwerp van zijn werk.
Symmetrie zorgt er niet per se voor dat een voorwerp mooi is. Symmetrie kan, evenals bijvoorbeeld het materiaal en kleurgebruik, een rol spelen bij de esthetica van een kunstwerk. Symmetrische kunstwerken hebben dikwijls een evenwichtige en rustige aanblik. Bijvoorbeeld bij Byzantijnse kunst speelt centrale symmetrie een belangrijk rol, bij dit soort werken is er vaak verticale as aan te wijzen.
De ervaring van schoonheid in een menselijk gezicht hangt onder meer af van de symmetrie ervan.

## Generalisatie
In de wiskunde worden behalve de hierboven genoemde voorbeelden nog veel andere symmetriebegrippen gehanteerd; onder meer:
- inversiesymmetrie
- schaalvergroting of -verkleining, omkering van de tijd
- symmetrie van een functie van meerdere variabelen ten aanzien van permutaties van de variabelen

### Groepen
De abstracte context waarin symmetrieën worden bestudeerd, is de groepentheorie. Een symmetrie is een operatie op een verzameling die bepaalde aspecten van die verzameling ongewijzigd laat. De verzameling van alle transformaties die die aspecten ongewijzigd laten, vormt een groep met de bewerking "komt na" (samenstelling): de symmetriegroep.
Symmetrie van een functie ten opzichte van verwisseling van de variabelen wordt gekarakteriseerd door de groep van permutaties met de eigenschap dat de functiewaarde voor ieder tupel van argumentwaarden onder de permutatie gelijk blijft. Bij een symmetrische functie is dit de hele symmetrische groep. Bij de dubbelverhouding
{\displaystyle {\frac {(a-b)(c-d)}{(a-c)(b-d)}}} (waarbij de waarden van alle variabelen verschillend zijn)
is de symmetriegroep een abelse groep met 4 elementen, de zogenaamde viergroep van Klein.
De eerder in dit artikel aangehaalde, meetkundige symmetrieën komen overeen met bepaalde groepen van meetkundige transformaties; in het bijzonder komt de tweetallige links-rechts-symmetrie uit het dagelijkse taalgebruik overeen met een groep van twee elementen, bestaande uit een spiegeling en de identieke transformatie.
De behangpatroongroepen geven aanleiding tot symmetrische vlakvullingen.

### Continue en discrete symmetrie
Sommige symmetriegroepen hebben een continu karakter (continue symmetrie), in de zin dat bij de beschouwde transformaties een notie van "kleine verandering" bestaat. De wiskundige vertaling hiervan is topologie, en de studie van continue transformatiegroepen is de studie van topologische groepen. Als de continue overgangen ook aanleiding geven tot een differentieerbare structuur, spreken we van Lie-groepen. De rotaties, de spiegelingen en de verschuivingen van het vlak vormen samen een Lie-groep, overeenkomend met het symmetriebegrip congruentie in de meetkunde.
Andere symmetrieën zijn discreet in de zin dat de verschillende transformaties netjes van elkaar gescheiden zijn, bijvoorbeeld als de symmetriegroep een eindig aantal transformaties bevat; we spreken dan van een discrete symmetrie. Een voorbeeld van een eindige (en dus discrete) symmetriegroep is de hierboven aangehaalde spiegelgroep van twee elementen.

## Asymmetrie
Als een object geen enkele vorm van symmetrie heeft (en de symmetriegroep dus de triviale groep is) wordt het asymmetrisch genoemd. Zo zit het hart van de mens niet precies in het midden van het lichaam, het lichaam is daarmee dus eigenlijk asymmetrisch, hoewel het uitwendig zoals bij vele dieren symmetrisch is.

## Kristallografie
In de kristallografie speelt de leer der symmetrieën een bijzonder grote rol. Bij het oplossen van een kristalstructuur door middel van röntgendiffractie is het bepalen van de symmetrie van het kristal (een van de 230 ruimtegroepen) in het algemeen de eerste stap.

## Mechanica

### Behoudswetten
Als een mechanisch systeem een symmetrie vertoont, dan geeft dit vaak aanleiding tot een behoudswet. In een systeem dat symmetrisch is ten opzichte van ruimtelijke verschuivingen, geldt het behoud van impuls (totale hoeveelheid beweging). Als het systeem symmetrisch is ten opzichte van verschuivingen in de tijd, geldt de wet van behoud van energie. In een systeem dat symmetrisch is ten opzichte van ruimtelijke rotaties, geldt het behoud van draaimoment. De beweging van een planeet in haar baan om de Zon gehoorzaamt aan het behoud van draaimoment (tweede wet van Kepler) omdat de zwaartekracht van de Zon in alle richtingen even sterk is.
Een symmetrie in een systeem betekent niet dat de bewegingen zelf aan die symmetrie gehoorzamen: de planeetbanen zijn ellipsen die niet rotatie-symmetrisch zijn. Een symmetriebreuk is het verschijnsel dat de concrete beweging van het systeem niet of niet helemaal de intrinsieke symmetrie van het systeem volgt.

### Kwantummechanica en spectroscopie
Ook in de kwantummechanica bij het oplossen van de schrödingervergelijking is het van groot belang de symmetrie van het onderhavige probleem bij voorbaat door middel van de groepentheorie in rekening te brengen. De symmetrie bepaalt namelijk vaak hoeveel energietoestanden er in totaal zijn en wat hun ontaardingsgraad is. De lijnen van een spectrum worden daarom vaak gekenmerkt door de symmetrie van de toestanden die bij de overgang betrokken zijn.

## Verzamelingenleer
Een tweeplaatsige relatie op een verzameling heet symmetrisch, als verwisselen van de twee argumenten in de geordende paren de relatie niet verandert.

## Biologie
Veel levende wezens vertonen een symmetrische opbouw. De overgrote meerderheid van de diersoorten behoren tot de bilateria, die over een spiegelvlak beschikken dat zich al tijdens het embryonaal stadium manifesteert. Sommige diersoorten, zoals zeesterren en zee-egels, hebben meervoudige symmetrieën.
Symmetrie wordt gebruikt als een van de kenmerken bij het determineren van bloemen. Leden van de rozenfamilie hebben meestal bloemen met een vijftallige rotatiesymmetrie.